# Rodolfo de Anda
Rodolfo de Anda (Mexico, 6 juillet 1943 – Aguascalientes, 1er février 2010) est un acteur mexicain surtout connu pour ses rôles dans le film La gran aventura del Zorro et dans la série télévisée El Pantera.

## Biographie
Rodolfo de Anda est le fils du producteur, réalisateur et acteur Raúl de Anda. Parmi ses quatre frères, on trouve le producteur Raul de Anda Jr. et le réalisateur, acteur Gilberto de Anda. 
Rodolfo de Anda commence sa carrière d'acteur au milieu des années 1950. Il a joué dans plus de 150 films. De Anda a aussi joué dans de nombreux films western de type ranchera, particulièrement durant les années 1960 et 1970, comme El zurdo et sa suite Un hombre peligroso.
Il meurt le 1er février 2010 d'une thrombose liée à des complications dues à son hypertension artérielle et son diabète.

### Vie privée
Avec l'actrice Patricia Conde (es), ils ont eu deux fils : Rodolfo de Anda Gutiérrez (es), nommé aussi Rodolfo de Anda Jr. (1965-2023), acteur et producteur et Christian. Avec l'actrice Mariagna Prats (es), ils ont eu une fille, Patricia.

## Filmographie partielle

### Cinéma
- 1955 : La venganza del Diablo de Rolando Aguilar : Chamaco
- 1958 : Échenme al gato d'Alejandro Galindo : jeune voisin
- 1961 : El hijo del Charro negro d'Arturo Martínez : Roberto
- 1961 : Amor a balazo limpio de Benito Alazraki : Júlio
- 1962 : Muerte en la feria d'Arturo Martínez : Roberto Robles
- 1962 : Cielo rojo de Gilberto Gazcón : Rodolfo Peralta
- 1963 : El Charro Negro contra la banda de los cuervos d'Arturo Martínez : Roberto
- 1963 : La máscara de jade d'Arturo Martínez : Roberto
- 1964 : El solitario d'Arturo Martínez : El Solitario
- 1964 : Dos caballeros de espada d'Arturo Martínez : Carlos de Araujo
- 1965 : El texano d'Alfredo B. Crevenna : Manuel Saldivar
- 1965 : El zurdo d'Arturo Martínez : Pedro 'El Zurdo'
- 1965 : Un hombre peligroso d'Arturo Martínez : Pedro 'El Zurdo'
- 1966 : Hombres de roca d'Raúl de Anda Jr. : Felipe Carvajal
- 1967 : La leyenda del bandido d'Raúl de Anda Jr. et Tito Novaro : Benito Canales
- 1968 : Vagabundo en la lluvia de Carlos Enrique Taboada : vagabond
- 1969 : Una horca para el Texano d'Alfredo B. Crevenna : Manuel Saldivar, el texano
- 1969 : El hombre de negro de Raúl de Anda : Charles Farrell
- 1970 : Prohibido de Raúl de Anda Jr. : Alejandro
- 1971 : Aguilas de acero de Rubén Galindo : Capitan Raúl Andrade
- 1971 : Juegos de alcoba de Raúl de Anda : Pablo
- 1971 : La mula de Cullen Baker de René Cardona : Cullen Baker
- 1972 : Manuel Saldivar, el texano de René Cardona
- 1972 : Chasseurs de primes (Los indomables) d'Alberto Mariscal : Nick Sanders
- 1973 : Los hombres no lloran de Raúl de Anda Jr.
- 1974 : Cabalgando a la luna de Raúl de Anda
- 1976 : La gran aventura del Zorro de Raúl de Anda Jr. : Diego de Vega / El Zorro
- 1976 : Santo vs. las lobas de Rubén Galindo et Jaime Jiménez Pons : Cesar Harker / Eric Harker
- 1977 : Dinastía de la muerte de Raúl de Anda Jr. et Ramón Obón : Daniel del Fierro Jr.
- 1978 : Carroña de Raúl de Anda Jr. : Ramon Cruz
- 1980 : El rey de los tahures de Rodolfo de Anda : Valentin
- 1983 : Por un vestido de novia d'Arturo Martínez
- 1984 : Toy Soldiers de David Fisher : Colonel Lopez
- 1985 : Abriendo fuego de Rodolfo de Anda : Professeur Bruno Sagan
- 1986 : El hijo de Pedro Navaja d'Alfonso Rosas Priego : Siboney
- 1987 : Matanza de judiciales de Ricardo Martínez : Don Rafael
- 1988 : Mi fantasma y yo de Gilberto de Anda
- 1989 : Traficante por ambición de Gilberto de Anda : Jairo Da Silva
- 1990 : El hombre que volvió de la muerte de Raúl Araiza
- 1991 : Policía secreto d'Arturo Velazco : Commandant Mendoza
- 1992 : La tumba del Atlantico de Rodolfo de Anda : Pedro Marti
- 1993 : Kino de Felipe Cazals : Amiral Isidro de Atondo
- 1994 : El jinete de acero de Gilberto de Anda : Héctor Lucio
- 1995 : Absuelto para matar d'Arturo Velazco : Alfredo Davila
- 1996 : Lluvia de diamantes de Gilberto Trujillo : Omar Rangel
- 1999 : One Man's Hero de Lance Hool : Général Ampudia
- 2000 : Entre las patas de los caballos d'Arturo Martínez
- 2001 : En la mira de mi gatillo de Mario Ramirez Reyes : Capitán Hermosillo
- 2003 : Morelia de mis amores

### Télévision
- 1973 : Extraño en su pueblo : Andres Pereira
- 1993 : Tres destinos : Ramiro Garcés (1 épisode)
- 1998 : La casa del naranjo : Lic. Cadena
- 1998 : Tres veces Sofía : Renato
- 2002 : Se nos pelo el soplon
- 2008 : El Pantera : Santos

## Distinctions
En 1994, il est nommé pour le Prix Ariel du Meilleur Acteur pour son rôle dans Kino.